# Furnu Korifí
Furnu Korifí o Mirtos Furnu Korifí (en griego, Φούρνου Κορυφή) es un yacimiento arqueológico de Grecia ubicado en la costa meridional de la isla de Creta, en la unidad periférica de Lasithi y en el municipio de Yerápetra, cerca del pueblo de Mirtos. Su nombre es el de la pequeña colina de 66 metros donde se halla situado.

## Características

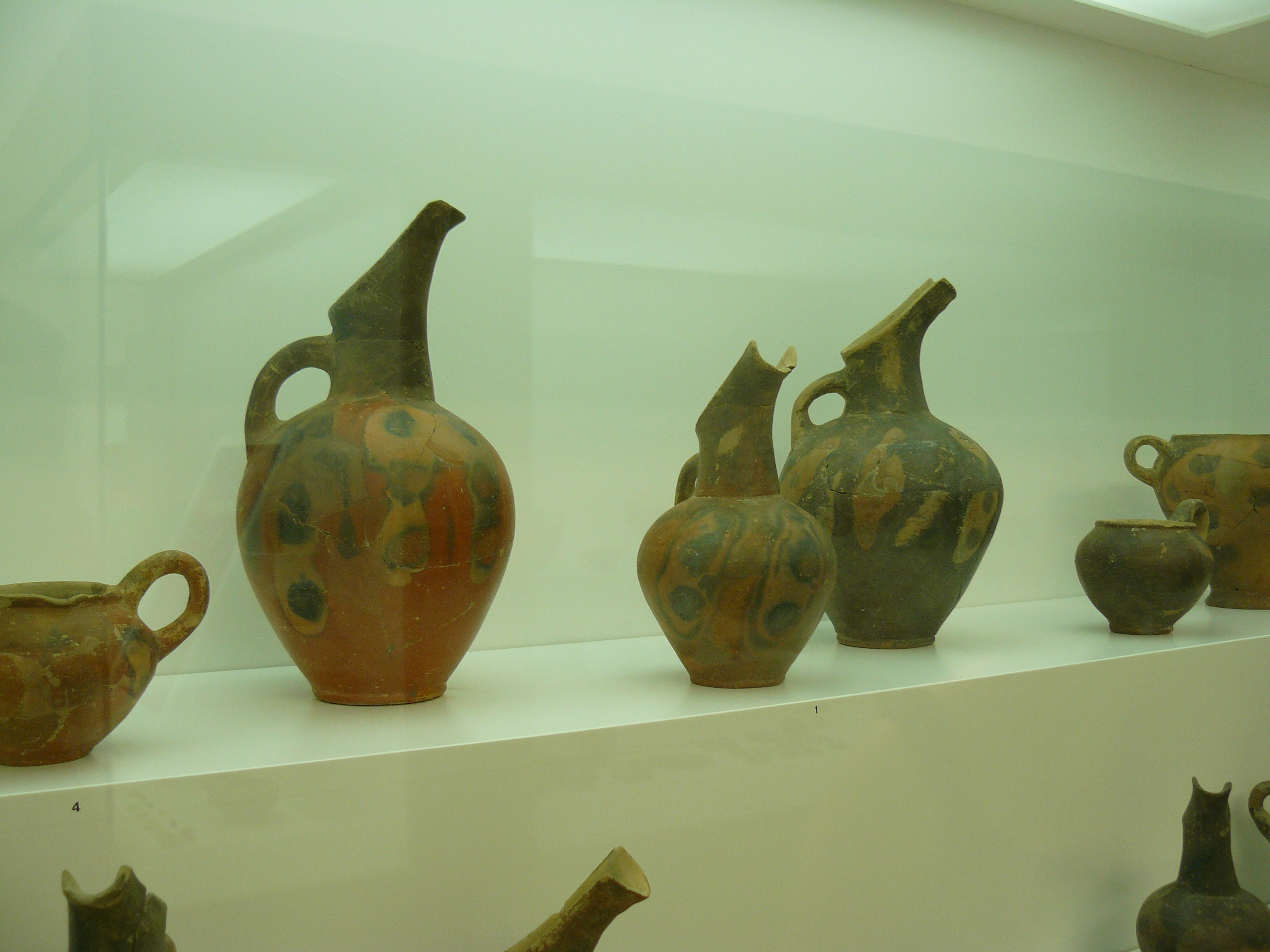
Algunas de las piezas de cerámica del «estilo Vasilikí» halladas en Furnu Korifí. Museo Arqueológico de Agios Nikolaos.

Este yacimiento fue descubierto en 1962 y las excavaciones las inició en 1967 la Escuela Británica de Atenas, bajo la dirección de Peter Warren. En él se han encontrado los restos de un poblado minoico que fue construido en el periodo minoico antiguo IIA y cuya destrucción se produjo en el minoico antiguo IIB, por un incendio, con lo que su periodo de ocupación estuvo comprendido entre 2600 y 2170 a. C., aproximadamente. En sus inmediaciones se sitúa otro asentamiento minoico conocido como Mirtos-Pirgos. Tanto Furnu Korifí como Pirgos y también el yacimiento de Vasilikí fueron destruidos por el fuego aproximadamente en la misma época. Se ha sugerido que pudo ser causado por enfrentamientos internos entre cretenses o por invasiones procedentes de Anatolia. 
Se han distinguido dos fases de ocupación: una de ellas corresponde al periodo minoico antiguo IIA y la otra al minoico antiguo IIB. La primera fue realizada en la parte central del asentamiento y en ella se distinguen cerámicas finas grises y otras, muy variadas, pintadas a la manera conocida como «oscuro sobre claro». En la segunda hay cerámicas rojas y marrones y otras del estilo conocido como «Vasilikí»; en esta no hay cerámicas grises y solo se encuentra una del tipo «oscuro sobre claro» conocida como estilo «Mirtos». En esta segunda fase se distinguen dos niveles estratigráficos: un nivel de habitación que fue afectado por el fuego y un segundo nivel que corresponde al derrumbe provocado por el incendio. Todd Whitelaw, que estudió el yacimiento unos años más tarde que Peter Warren, calculó que, en la época del incendio final, el asentamiento debió estar habitado por unas 30 personas, frente a las 100-120 que propuso Warren.
Todo el asentamiento se construyó con piedra sin revestir, a veces con ladrillos de adobe. Hay paredes que conservan restos de enlucido blanco que estaba pintado de rojo. Los techos eran planos y estaban formados por vigas cubiertas de cañizos y emplastecidos. Lo construido tenía únicamente una planta.
Se ha constatado el cultivo en el lugar de trigo, cebada, vid y olivo. Pese a que no se han encontrado prensas de aceite, se ha encontrado madera de olivo usada en elementos constructivos como techos y puertas. El ganado se componía de ovejas, cerdos, cabras y bobinos.

## Funciones de los espacios
En este asentamiento se han distinguido unas 100 habitaciones o espacios que ocupan un total de unos 1250 m². Todd Whitelaw ha agrupado las habitaciones en cuatro unidades residenciales, aunque admite que podrían haber habido cinco o seis. Estas residencias no parecen haber pertenecido a personas de diferentes estatus sociales, aunque sí existen diferencias entre ellas, tanto en su disposición interna como en la cerámica que se encuentra en cada una de ellas. Todas estas unidades residenciales tienen un espacio destinado a cocina que se identifica por un hogar u horno y por la presencia de utensilios destinados a usos culinarios. Curiosamente, ninguna de las estancias identificadas como cocinas están conectadas con puertas a otras habitaciones de las residencias sino que estaban conectadas con el exterior e incluso se ha propuesto que su acceso se haría a través del techo. Entre los otros tipos de estancias, había zonas de almacenamiento y otras destinadas a talleres entre los que había algunos que se dedicaban a la producción textil. En estos últimos se han encontrado pesas de telar, cuencos de hilado y fusayolas, y se trataría sobre todo de actividades relacionadas con la lana. También se ha encontrado obsidiana, lo que es un indicio de relaciones con el exterior. Otros investigadores han destacado la presencia en el asentamiento de algunos espacios que funcionarían como zonas comunitarias, como serían espacios al aire libre, calles, un posible santuario y un muro perimetral al oeste y al sur de alrededor de medio metro de anchura que debió tener una función defensiva. El único signo de construcción posterior al periodo minoico antiguo II es un edificio con forma de arco situado en la cima de la colina donde se encontraron pithoi y un molino de piedra y cuya función era desconocida.

## Hallazgos singulares

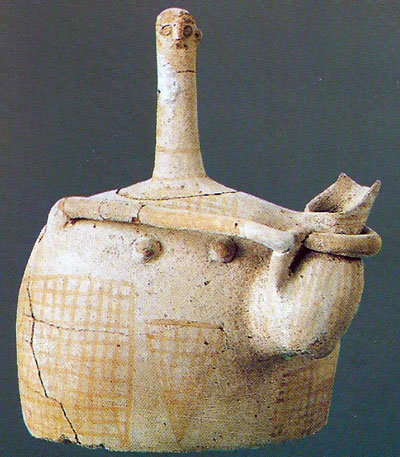
La conocida como «diosa de Mirtos», hallada en Furnu Korifí. Museo Arqueológico de Agios Nikolaos.

Además de la cerámica y herramientas mencionadas anteriormente se han encontrado otro tipo de objetos como un puñal de cobre, cuentas de collar, una concha con un extremo roto que debió haber sido usada como trompeta, algunas figurillas de animales y antropomórficas, y unas piedras con un círculo de varios agujeros similares a otras encontradas en otros yacimientos cuya función es desconocida aunque se ha sugerido que podrían tratarse de mesas de juego.
Solo se encontró un resto humano en todo el asentamiento, que corresponde a un cráneo y que podría tratarse de una reliquia que habrían querido conservar los habitantes del poblado. Otro hallazgo único en todo el asentamiento fue un vaso de terracota con forma de mujer que sostiene una jarra en sus caderas y de la que se ha sugerido que representaba a una divinidad relacionada con la protección de las fuentes de agua.